# 卡斯特利诺沃
卡斯特利诺沃，是西班牙瓦伦西亚自治区卡斯特利翁省的一个市镇。总面积19平方公里，总人口1026人（2001年），人口密度54人/平方公里。